# گوردت

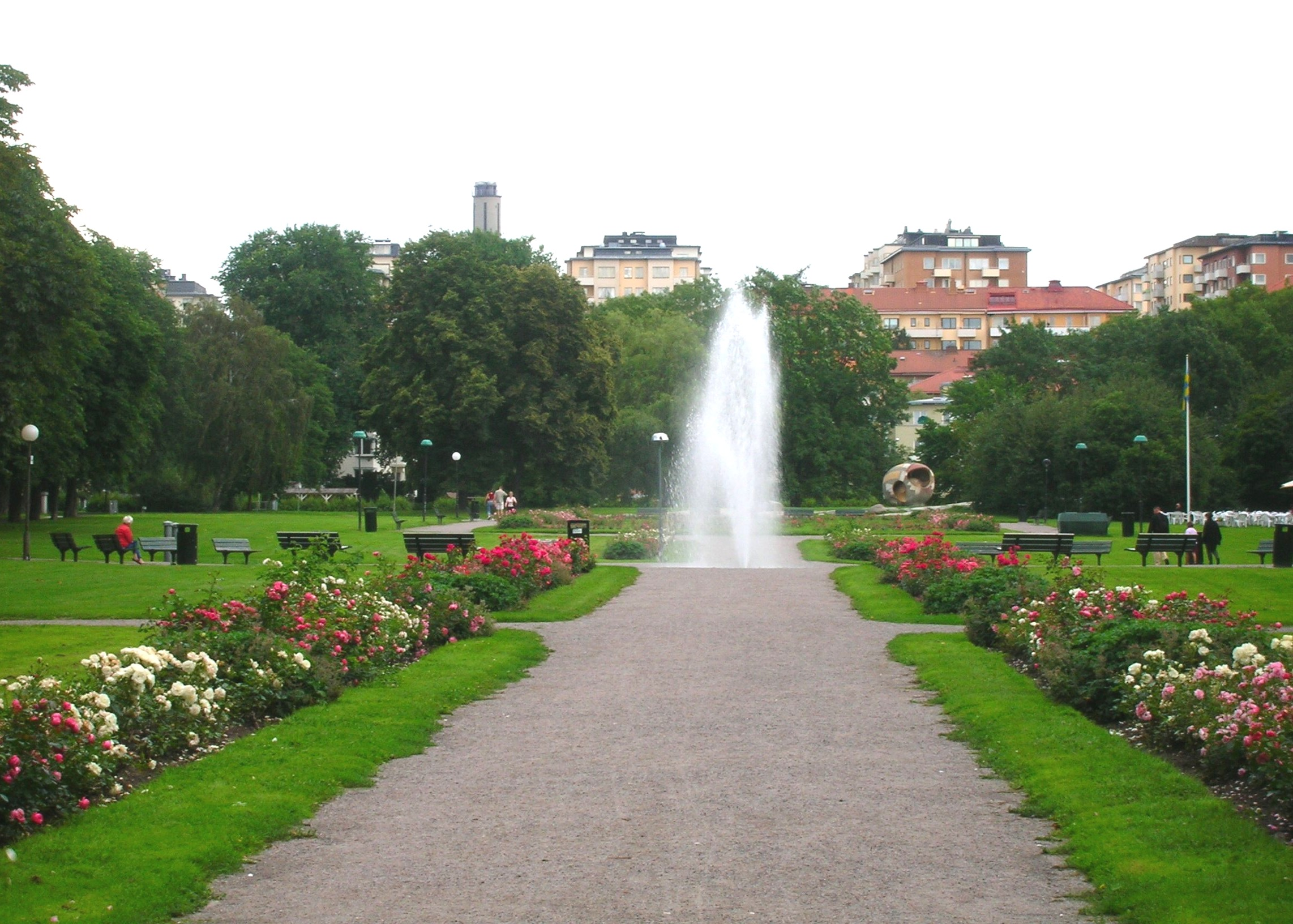
فواره، تسینپارکن (پارک تسین)

گوردت (به سوئدی: Gärdet) بخشی از استکهلم، شمال شرقی اوسترمالم است. نام رسمی آن (لادوگارسگاردت) است. این مکان به دلیل تعداد زیادی آپارتمان مدرنیته مشهور است. گوردت یکی از بزرگترین مناطق مسکونی است که در طول دهه ۱۹۳۰ در استکهلم ساخته شده‌است و از سال ۱۹۲۹ تا حدود سال ۱۹۵۰ ساخت ساز آن پایان یافته‌است و حدود ۱۰ هزار نفر را در خود جای داده‌است. این منطقه شامل فضای باز وسیعی است که برای اهداف تفریحی مورد استفاده قرار می‌گیرد. نام گوردت (معنی: زمین) اغلب به‌طور خاص به این منطقه اشاره دارد. در طول فصل تابستان، چندین رویداد مختلف در گوردت مانند سیرک، کنسرت موسیقی و رویداد ورزشی و موارد دیگر وجود دارد.
تمام ساختمان‌های اطراف گوردت بین سال‌های ۱۹۳۲ و ۱۹۳۷ ساخته شده‌اند.

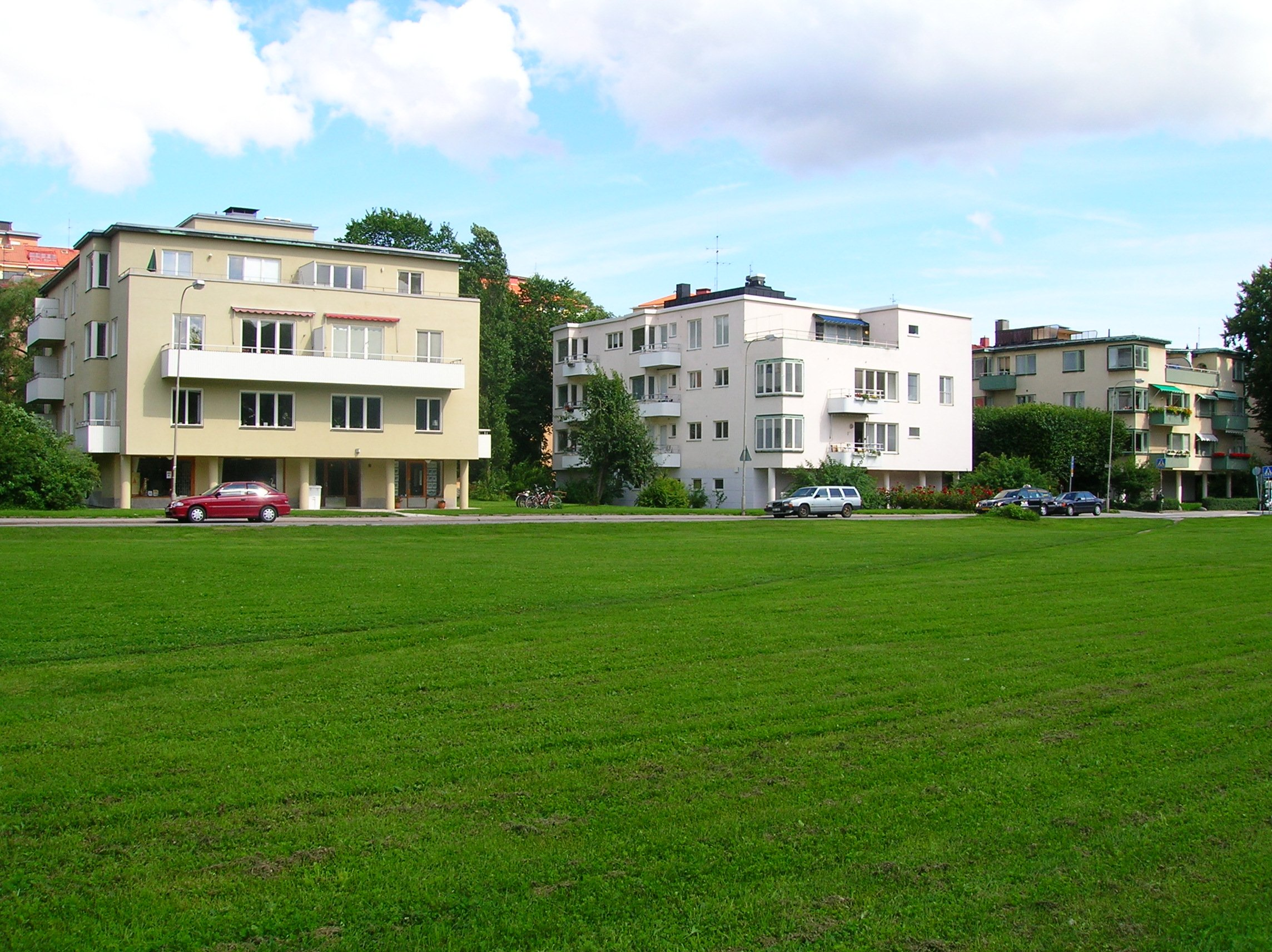
ساختمانهای آپارتمانی مدرنیستی که از اواخر دهه ۱۹۳۰ قدمت دارند

## حمل و نقل عمومی
- ایستگاه مترو گوردت (خط قرمز)